# Сиаперас, Триантафиллос
Триантафиллос Сиаперас (греч. Τριαντάφυλλος Σιαπέρας; 1 августа 1932, Белград — 25 февраля 1994) — греческий шахматист, международный мастер (1969), шахматный композитор, журналист, писатель и судья, международный арбитр (1972).

## Биография[1]
Родился в Белграде в семье, происходившей из городе Козани. До 20 лет жил в Югославии, занимался составлением задач и шахматной педагогикой. Среди его учеников был будущий мастер ФИДЕ и гроссмейстер по композиции М. Вукчевич.
С 1950 г. жил в Салониках. Участвовал в местных и национальных соревнованиях.
После победы в чемпионате Греции 1956 г. и участия в шахматной олимпиаде надолго отошел от соревнований высокого уровня.
В 1967 г. опубликовал первый том своей книги «Шахматы. Полное развитие теории и ее практическое применение» (греч. "Το Σκάκι, πλήρης ανάπτυξις της θεωρίας και η πρακτική της εφαρμογή"). Книга была рассчитана на широкий круг любителей шахмат. Это была первая большая оригинальная шахматная книга на греческом языке. Она пользовалась широкой популярностью и долгое время активно использовалась в качестве самоучителя.
С мая 1968 по июль 1969 гг. был редактором ежемесячного журнала "Ο Σκακιστής" («Шахматист»; №№ 6—19).
В 1969 г. стал первым греческим шахматистом, получившим международное звание.
В августе 1970 г. стал главным редактором журнала "Ελληνικά Σκακιστικά Χρονικά" («Греческая шахматная хроника»), официального органа Греческой шахматной федерации.
В 1977 г. опубликовал второй том книги «Шахматы. Полное развитие теории и ее практическое применение», посвященный проблемам тактики и стратегии шахматной игры.
В 1982—1984 гг. сотрудничал с двухнедельным шахматным журналом "ΤΟ ΜΑΤ" («Мат»), занимал должность директора редакции.
В 1985 г. организовал первый в Греции конкурс решателей шахматных задач.
Много лет руководил шахматным отделом в газете "Ελεύθερος Τύπος του Σαββάτου" («Субботняя свободная пресса»).
Много лет занимал должность секретаря Греческой шахматной федерации.
Через год после смерти Сиапераса его имя стал носить шахматный клуб в Ано-Льосии.

### Практическая игра
Чемпион Греции 1956 и 1972 гг. Бронзовый призёр чемпионата Греции 1969 г.
Многократный участник различных соревнований в составе национальной сборной Греции:
- 4 шахматные олимпиады (1956, 1968, 1970, 1972)[2][3][4][5][6][7][8].
- Полуфинал командного чемпионата Европы (1971)[9]. Сборная заняла 3-е место в своей группе и не прошла в финальную часть турнира.
- 2 Балканиады (1972 и 1973).

Во всех этих соревнованиях, кроме шахматной олимпиады 1968 г., выступал на 1-й доске.
Участник нескольких сильных по составу международных турниров.
В 1969 г. представлял Грецию в зональном турнире.

### Шахматная композиция
|   | a | b | c | d | e | f | g | h |   |
| - | --- | --- | --- | --- | --- | --- | --- | --- | - |
| 8 | a8 белый конь · b8 белый король · a6 белая пешка · b6 белый слон · d6 чёрная пешка · b5 чёрный король · d5 чёрный слон · e5 белая ладья · h5 белый ферзь · b4 чёрная пешка · b3 чёрная пешка · a2 чёрный ферзь · b2 чёрная пешка · d2 белая пешка | a8 белый конь · b8 белый король · a6 белая пешка · b6 белый слон · d6 чёрная пешка · b5 чёрный король · d5 чёрный слон · e5 белая ладья · h5 белый ферзь · b4 чёрная пешка · b3 чёрная пешка · a2 чёрный ферзь · b2 чёрная пешка · d2 белая пешка | a8 белый конь · b8 белый король · a6 белая пешка · b6 белый слон · d6 чёрная пешка · b5 чёрный король · d5 чёрный слон · e5 белая ладья · h5 белый ферзь · b4 чёрная пешка · b3 чёрная пешка · a2 чёрный ферзь · b2 чёрная пешка · d2 белая пешка | a8 белый конь · b8 белый король · a6 белая пешка · b6 белый слон · d6 чёрная пешка · b5 чёрный король · d5 чёрный слон · e5 белая ладья · h5 белый ферзь · b4 чёрная пешка · b3 чёрная пешка · a2 чёрный ферзь · b2 чёрная пешка · d2 белая пешка | a8 белый конь · b8 белый король · a6 белая пешка · b6 белый слон · d6 чёрная пешка · b5 чёрный король · d5 чёрный слон · e5 белая ладья · h5 белый ферзь · b4 чёрная пешка · b3 чёрная пешка · a2 чёрный ферзь · b2 чёрная пешка · d2 белая пешка | a8 белый конь · b8 белый король · a6 белая пешка · b6 белый слон · d6 чёрная пешка · b5 чёрный король · d5 чёрный слон · e5 белая ладья · h5 белый ферзь · b4 чёрная пешка · b3 чёрная пешка · a2 чёрный ферзь · b2 чёрная пешка · d2 белая пешка | a8 белый конь · b8 белый король · a6 белая пешка · b6 белый слон · d6 чёрная пешка · b5 чёрный король · d5 чёрный слон · e5 белая ладья · h5 белый ферзь · b4 чёрная пешка · b3 чёрная пешка · a2 чёрный ферзь · b2 чёрная пешка · d2 белая пешка | a8 белый конь · b8 белый король · a6 белая пешка · b6 белый слон · d6 чёрная пешка · b5 чёрный король · d5 чёрный слон · e5 белая ладья · h5 белый ферзь · b4 чёрная пешка · b3 чёрная пешка · a2 чёрный ферзь · b2 чёрная пешка · d2 белая пешка | 8 |
| 7 | a8 белый конь · b8 белый король · a6 белая пешка · b6 белый слон · d6 чёрная пешка · b5 чёрный король · d5 чёрный слон · e5 белая ладья · h5 белый ферзь · b4 чёрная пешка · b3 чёрная пешка · a2 чёрный ферзь · b2 чёрная пешка · d2 белая пешка | a8 белый конь · b8 белый король · a6 белая пешка · b6 белый слон · d6 чёрная пешка · b5 чёрный король · d5 чёрный слон · e5 белая ладья · h5 белый ферзь · b4 чёрная пешка · b3 чёрная пешка · a2 чёрный ферзь · b2 чёрная пешка · d2 белая пешка | a8 белый конь · b8 белый король · a6 белая пешка · b6 белый слон · d6 чёрная пешка · b5 чёрный король · d5 чёрный слон · e5 белая ладья · h5 белый ферзь · b4 чёрная пешка · b3 чёрная пешка · a2 чёрный ферзь · b2 чёрная пешка · d2 белая пешка | a8 белый конь · b8 белый король · a6 белая пешка · b6 белый слон · d6 чёрная пешка · b5 чёрный король · d5 чёрный слон · e5 белая ладья · h5 белый ферзь · b4 чёрная пешка · b3 чёрная пешка · a2 чёрный ферзь · b2 чёрная пешка · d2 белая пешка | a8 белый конь · b8 белый король · a6 белая пешка · b6 белый слон · d6 чёрная пешка · b5 чёрный король · d5 чёрный слон · e5 белая ладья · h5 белый ферзь · b4 чёрная пешка · b3 чёрная пешка · a2 чёрный ферзь · b2 чёрная пешка · d2 белая пешка | a8 белый конь · b8 белый король · a6 белая пешка · b6 белый слон · d6 чёрная пешка · b5 чёрный король · d5 чёрный слон · e5 белая ладья · h5 белый ферзь · b4 чёрная пешка · b3 чёрная пешка · a2 чёрный ферзь · b2 чёрная пешка · d2 белая пешка | a8 белый конь · b8 белый король · a6 белая пешка · b6 белый слон · d6 чёрная пешка · b5 чёрный король · d5 чёрный слон · e5 белая ладья · h5 белый ферзь · b4 чёрная пешка · b3 чёрная пешка · a2 чёрный ферзь · b2 чёрная пешка · d2 белая пешка | a8 белый конь · b8 белый король · a6 белая пешка · b6 белый слон · d6 чёрная пешка · b5 чёрный король · d5 чёрный слон · e5 белая ладья · h5 белый ферзь · b4 чёрная пешка · b3 чёрная пешка · a2 чёрный ферзь · b2 чёрная пешка · d2 белая пешка | 7 |
| 6 | a8 белый конь · b8 белый король · a6 белая пешка · b6 белый слон · d6 чёрная пешка · b5 чёрный король · d5 чёрный слон · e5 белая ладья · h5 белый ферзь · b4 чёрная пешка · b3 чёрная пешка · a2 чёрный ферзь · b2 чёрная пешка · d2 белая пешка | a8 белый конь · b8 белый король · a6 белая пешка · b6 белый слон · d6 чёрная пешка · b5 чёрный король · d5 чёрный слон · e5 белая ладья · h5 белый ферзь · b4 чёрная пешка · b3 чёрная пешка · a2 чёрный ферзь · b2 чёрная пешка · d2 белая пешка | a8 белый конь · b8 белый король · a6 белая пешка · b6 белый слон · d6 чёрная пешка · b5 чёрный король · d5 чёрный слон · e5 белая ладья · h5 белый ферзь · b4 чёрная пешка · b3 чёрная пешка · a2 чёрный ферзь · b2 чёрная пешка · d2 белая пешка | a8 белый конь · b8 белый король · a6 белая пешка · b6 белый слон · d6 чёрная пешка · b5 чёрный король · d5 чёрный слон · e5 белая ладья · h5 белый ферзь · b4 чёрная пешка · b3 чёрная пешка · a2 чёрный ферзь · b2 чёрная пешка · d2 белая пешка | a8 белый конь · b8 белый король · a6 белая пешка · b6 белый слон · d6 чёрная пешка · b5 чёрный король · d5 чёрный слон · e5 белая ладья · h5 белый ферзь · b4 чёрная пешка · b3 чёрная пешка · a2 чёрный ферзь · b2 чёрная пешка · d2 белая пешка | a8 белый конь · b8 белый король · a6 белая пешка · b6 белый слон · d6 чёрная пешка · b5 чёрный король · d5 чёрный слон · e5 белая ладья · h5 белый ферзь · b4 чёрная пешка · b3 чёрная пешка · a2 чёрный ферзь · b2 чёрная пешка · d2 белая пешка | a8 белый конь · b8 белый король · a6 белая пешка · b6 белый слон · d6 чёрная пешка · b5 чёрный король · d5 чёрный слон · e5 белая ладья · h5 белый ферзь · b4 чёрная пешка · b3 чёрная пешка · a2 чёрный ферзь · b2 чёрная пешка · d2 белая пешка | a8 белый конь · b8 белый король · a6 белая пешка · b6 белый слон · d6 чёрная пешка · b5 чёрный король · d5 чёрный слон · e5 белая ладья · h5 белый ферзь · b4 чёрная пешка · b3 чёрная пешка · a2 чёрный ферзь · b2 чёрная пешка · d2 белая пешка | 6 |
| 5 | a8 белый конь · b8 белый король · a6 белая пешка · b6 белый слон · d6 чёрная пешка · b5 чёрный король · d5 чёрный слон · e5 белая ладья · h5 белый ферзь · b4 чёрная пешка · b3 чёрная пешка · a2 чёрный ферзь · b2 чёрная пешка · d2 белая пешка | a8 белый конь · b8 белый король · a6 белая пешка · b6 белый слон · d6 чёрная пешка · b5 чёрный король · d5 чёрный слон · e5 белая ладья · h5 белый ферзь · b4 чёрная пешка · b3 чёрная пешка · a2 чёрный ферзь · b2 чёрная пешка · d2 белая пешка | a8 белый конь · b8 белый король · a6 белая пешка · b6 белый слон · d6 чёрная пешка · b5 чёрный король · d5 чёрный слон · e5 белая ладья · h5 белый ферзь · b4 чёрная пешка · b3 чёрная пешка · a2 чёрный ферзь · b2 чёрная пешка · d2 белая пешка | a8 белый конь · b8 белый король · a6 белая пешка · b6 белый слон · d6 чёрная пешка · b5 чёрный король · d5 чёрный слон · e5 белая ладья · h5 белый ферзь · b4 чёрная пешка · b3 чёрная пешка · a2 чёрный ферзь · b2 чёрная пешка · d2 белая пешка | a8 белый конь · b8 белый король · a6 белая пешка · b6 белый слон · d6 чёрная пешка · b5 чёрный король · d5 чёрный слон · e5 белая ладья · h5 белый ферзь · b4 чёрная пешка · b3 чёрная пешка · a2 чёрный ферзь · b2 чёрная пешка · d2 белая пешка | a8 белый конь · b8 белый король · a6 белая пешка · b6 белый слон · d6 чёрная пешка · b5 чёрный король · d5 чёрный слон · e5 белая ладья · h5 белый ферзь · b4 чёрная пешка · b3 чёрная пешка · a2 чёрный ферзь · b2 чёрная пешка · d2 белая пешка | a8 белый конь · b8 белый король · a6 белая пешка · b6 белый слон · d6 чёрная пешка · b5 чёрный король · d5 чёрный слон · e5 белая ладья · h5 белый ферзь · b4 чёрная пешка · b3 чёрная пешка · a2 чёрный ферзь · b2 чёрная пешка · d2 белая пешка | a8 белый конь · b8 белый король · a6 белая пешка · b6 белый слон · d6 чёрная пешка · b5 чёрный король · d5 чёрный слон · e5 белая ладья · h5 белый ферзь · b4 чёрная пешка · b3 чёрная пешка · a2 чёрный ферзь · b2 чёрная пешка · d2 белая пешка | 5 |
| 4 | a8 белый конь · b8 белый король · a6 белая пешка · b6 белый слон · d6 чёрная пешка · b5 чёрный король · d5 чёрный слон · e5 белая ладья · h5 белый ферзь · b4 чёрная пешка · b3 чёрная пешка · a2 чёрный ферзь · b2 чёрная пешка · d2 белая пешка | a8 белый конь · b8 белый король · a6 белая пешка · b6 белый слон · d6 чёрная пешка · b5 чёрный король · d5 чёрный слон · e5 белая ладья · h5 белый ферзь · b4 чёрная пешка · b3 чёрная пешка · a2 чёрный ферзь · b2 чёрная пешка · d2 белая пешка | a8 белый конь · b8 белый король · a6 белая пешка · b6 белый слон · d6 чёрная пешка · b5 чёрный король · d5 чёрный слон · e5 белая ладья · h5 белый ферзь · b4 чёрная пешка · b3 чёрная пешка · a2 чёрный ферзь · b2 чёрная пешка · d2 белая пешка | a8 белый конь · b8 белый король · a6 белая пешка · b6 белый слон · d6 чёрная пешка · b5 чёрный король · d5 чёрный слон · e5 белая ладья · h5 белый ферзь · b4 чёрная пешка · b3 чёрная пешка · a2 чёрный ферзь · b2 чёрная пешка · d2 белая пешка | a8 белый конь · b8 белый король · a6 белая пешка · b6 белый слон · d6 чёрная пешка · b5 чёрный король · d5 чёрный слон · e5 белая ладья · h5 белый ферзь · b4 чёрная пешка · b3 чёрная пешка · a2 чёрный ферзь · b2 чёрная пешка · d2 белая пешка | a8 белый конь · b8 белый король · a6 белая пешка · b6 белый слон · d6 чёрная пешка · b5 чёрный король · d5 чёрный слон · e5 белая ладья · h5 белый ферзь · b4 чёрная пешка · b3 чёрная пешка · a2 чёрный ферзь · b2 чёрная пешка · d2 белая пешка | a8 белый конь · b8 белый король · a6 белая пешка · b6 белый слон · d6 чёрная пешка · b5 чёрный король · d5 чёрный слон · e5 белая ладья · h5 белый ферзь · b4 чёрная пешка · b3 чёрная пешка · a2 чёрный ферзь · b2 чёрная пешка · d2 белая пешка | a8 белый конь · b8 белый король · a6 белая пешка · b6 белый слон · d6 чёрная пешка · b5 чёрный король · d5 чёрный слон · e5 белая ладья · h5 белый ферзь · b4 чёрная пешка · b3 чёрная пешка · a2 чёрный ферзь · b2 чёрная пешка · d2 белая пешка | 4 |
| 3 | a8 белый конь · b8 белый король · a6 белая пешка · b6 белый слон · d6 чёрная пешка · b5 чёрный король · d5 чёрный слон · e5 белая ладья · h5 белый ферзь · b4 чёрная пешка · b3 чёрная пешка · a2 чёрный ферзь · b2 чёрная пешка · d2 белая пешка | a8 белый конь · b8 белый король · a6 белая пешка · b6 белый слон · d6 чёрная пешка · b5 чёрный король · d5 чёрный слон · e5 белая ладья · h5 белый ферзь · b4 чёрная пешка · b3 чёрная пешка · a2 чёрный ферзь · b2 чёрная пешка · d2 белая пешка | a8 белый конь · b8 белый король · a6 белая пешка · b6 белый слон · d6 чёрная пешка · b5 чёрный король · d5 чёрный слон · e5 белая ладья · h5 белый ферзь · b4 чёрная пешка · b3 чёрная пешка · a2 чёрный ферзь · b2 чёрная пешка · d2 белая пешка | a8 белый конь · b8 белый король · a6 белая пешка · b6 белый слон · d6 чёрная пешка · b5 чёрный король · d5 чёрный слон · e5 белая ладья · h5 белый ферзь · b4 чёрная пешка · b3 чёрная пешка · a2 чёрный ферзь · b2 чёрная пешка · d2 белая пешка | a8 белый конь · b8 белый король · a6 белая пешка · b6 белый слон · d6 чёрная пешка · b5 чёрный король · d5 чёрный слон · e5 белая ладья · h5 белый ферзь · b4 чёрная пешка · b3 чёрная пешка · a2 чёрный ферзь · b2 чёрная пешка · d2 белая пешка | a8 белый конь · b8 белый король · a6 белая пешка · b6 белый слон · d6 чёрная пешка · b5 чёрный король · d5 чёрный слон · e5 белая ладья · h5 белый ферзь · b4 чёрная пешка · b3 чёрная пешка · a2 чёрный ферзь · b2 чёрная пешка · d2 белая пешка | a8 белый конь · b8 белый король · a6 белая пешка · b6 белый слон · d6 чёрная пешка · b5 чёрный король · d5 чёрный слон · e5 белая ладья · h5 белый ферзь · b4 чёрная пешка · b3 чёрная пешка · a2 чёрный ферзь · b2 чёрная пешка · d2 белая пешка | a8 белый конь · b8 белый король · a6 белая пешка · b6 белый слон · d6 чёрная пешка · b5 чёрный король · d5 чёрный слон · e5 белая ладья · h5 белый ферзь · b4 чёрная пешка · b3 чёрная пешка · a2 чёрный ферзь · b2 чёрная пешка · d2 белая пешка | 3 |
| 2 | a8 белый конь · b8 белый король · a6 белая пешка · b6 белый слон · d6 чёрная пешка · b5 чёрный король · d5 чёрный слон · e5 белая ладья · h5 белый ферзь · b4 чёрная пешка · b3 чёрная пешка · a2 чёрный ферзь · b2 чёрная пешка · d2 белая пешка | a8 белый конь · b8 белый король · a6 белая пешка · b6 белый слон · d6 чёрная пешка · b5 чёрный король · d5 чёрный слон · e5 белая ладья · h5 белый ферзь · b4 чёрная пешка · b3 чёрная пешка · a2 чёрный ферзь · b2 чёрная пешка · d2 белая пешка | a8 белый конь · b8 белый король · a6 белая пешка · b6 белый слон · d6 чёрная пешка · b5 чёрный король · d5 чёрный слон · e5 белая ладья · h5 белый ферзь · b4 чёрная пешка · b3 чёрная пешка · a2 чёрный ферзь · b2 чёрная пешка · d2 белая пешка | a8 белый конь · b8 белый король · a6 белая пешка · b6 белый слон · d6 чёрная пешка · b5 чёрный король · d5 чёрный слон · e5 белая ладья · h5 белый ферзь · b4 чёрная пешка · b3 чёрная пешка · a2 чёрный ферзь · b2 чёрная пешка · d2 белая пешка | a8 белый конь · b8 белый король · a6 белая пешка · b6 белый слон · d6 чёрная пешка · b5 чёрный король · d5 чёрный слон · e5 белая ладья · h5 белый ферзь · b4 чёрная пешка · b3 чёрная пешка · a2 чёрный ферзь · b2 чёрная пешка · d2 белая пешка | a8 белый конь · b8 белый король · a6 белая пешка · b6 белый слон · d6 чёрная пешка · b5 чёрный король · d5 чёрный слон · e5 белая ладья · h5 белый ферзь · b4 чёрная пешка · b3 чёрная пешка · a2 чёрный ферзь · b2 чёрная пешка · d2 белая пешка | a8 белый конь · b8 белый король · a6 белая пешка · b6 белый слон · d6 чёрная пешка · b5 чёрный король · d5 чёрный слон · e5 белая ладья · h5 белый ферзь · b4 чёрная пешка · b3 чёрная пешка · a2 чёрный ферзь · b2 чёрная пешка · d2 белая пешка | a8 белый конь · b8 белый король · a6 белая пешка · b6 белый слон · d6 чёрная пешка · b5 чёрный король · d5 чёрный слон · e5 белая ладья · h5 белый ферзь · b4 чёрная пешка · b3 чёрная пешка · a2 чёрный ферзь · b2 чёрная пешка · d2 белая пешка | 2 |
| 1 | a8 белый конь · b8 белый король · a6 белая пешка · b6 белый слон · d6 чёрная пешка · b5 чёрный король · d5 чёрный слон · e5 белая ладья · h5 белый ферзь · b4 чёрная пешка · b3 чёрная пешка · a2 чёрный ферзь · b2 чёрная пешка · d2 белая пешка | a8 белый конь · b8 белый король · a6 белая пешка · b6 белый слон · d6 чёрная пешка · b5 чёрный король · d5 чёрный слон · e5 белая ладья · h5 белый ферзь · b4 чёрная пешка · b3 чёрная пешка · a2 чёрный ферзь · b2 чёрная пешка · d2 белая пешка | a8 белый конь · b8 белый король · a6 белая пешка · b6 белый слон · d6 чёрная пешка · b5 чёрный король · d5 чёрный слон · e5 белая ладья · h5 белый ферзь · b4 чёрная пешка · b3 чёрная пешка · a2 чёрный ферзь · b2 чёрная пешка · d2 белая пешка | a8 белый конь · b8 белый король · a6 белая пешка · b6 белый слон · d6 чёрная пешка · b5 чёрный король · d5 чёрный слон · e5 белая ладья · h5 белый ферзь · b4 чёрная пешка · b3 чёрная пешка · a2 чёрный ферзь · b2 чёрная пешка · d2 белая пешка | a8 белый конь · b8 белый король · a6 белая пешка · b6 белый слон · d6 чёрная пешка · b5 чёрный король · d5 чёрный слон · e5 белая ладья · h5 белый ферзь · b4 чёрная пешка · b3 чёрная пешка · a2 чёрный ферзь · b2 чёрная пешка · d2 белая пешка | a8 белый конь · b8 белый король · a6 белая пешка · b6 белый слон · d6 чёрная пешка · b5 чёрный король · d5 чёрный слон · e5 белая ладья · h5 белый ферзь · b4 чёрная пешка · b3 чёрная пешка · a2 чёрный ферзь · b2 чёрная пешка · d2 белая пешка | a8 белый конь · b8 белый король · a6 белая пешка · b6 белый слон · d6 чёрная пешка · b5 чёрный король · d5 чёрный слон · e5 белая ладья · h5 белый ферзь · b4 чёрная пешка · b3 чёрная пешка · a2 чёрный ферзь · b2 чёрная пешка · d2 белая пешка | a8 белый конь · b8 белый король · a6 белая пешка · b6 белый слон · d6 чёрная пешка · b5 чёрный король · d5 чёрный слон · e5 белая ладья · h5 белый ферзь · b4 чёрная пешка · b3 чёрная пешка · a2 чёрный ферзь · b2 чёрная пешка · d2 белая пешка | 1 |
|   | a | b | c | d | e | f | g | h |   |

|   | a | b | c | d | e | f | g | h |   |
| - | --- | --- | --- | --- | --- | --- | --- | --- | - |
| 8 | c8 белая ладья · h8 белый слон · b7 белый конь · d7 белый слон · e5 чёрная пешка · a4 белый конь · b4 чёрная пешка · c4 чёрная ладья · b3 белая пешка · d3 чёрный король · e3 чёрный ферзь · a2 белый король · c2 чёрный конь · f2 белый ферзь · e1 белая ладья | c8 белая ладья · h8 белый слон · b7 белый конь · d7 белый слон · e5 чёрная пешка · a4 белый конь · b4 чёрная пешка · c4 чёрная ладья · b3 белая пешка · d3 чёрный король · e3 чёрный ферзь · a2 белый король · c2 чёрный конь · f2 белый ферзь · e1 белая ладья | c8 белая ладья · h8 белый слон · b7 белый конь · d7 белый слон · e5 чёрная пешка · a4 белый конь · b4 чёрная пешка · c4 чёрная ладья · b3 белая пешка · d3 чёрный король · e3 чёрный ферзь · a2 белый король · c2 чёрный конь · f2 белый ферзь · e1 белая ладья | c8 белая ладья · h8 белый слон · b7 белый конь · d7 белый слон · e5 чёрная пешка · a4 белый конь · b4 чёрная пешка · c4 чёрная ладья · b3 белая пешка · d3 чёрный король · e3 чёрный ферзь · a2 белый король · c2 чёрный конь · f2 белый ферзь · e1 белая ладья | c8 белая ладья · h8 белый слон · b7 белый конь · d7 белый слон · e5 чёрная пешка · a4 белый конь · b4 чёрная пешка · c4 чёрная ладья · b3 белая пешка · d3 чёрный король · e3 чёрный ферзь · a2 белый король · c2 чёрный конь · f2 белый ферзь · e1 белая ладья | c8 белая ладья · h8 белый слон · b7 белый конь · d7 белый слон · e5 чёрная пешка · a4 белый конь · b4 чёрная пешка · c4 чёрная ладья · b3 белая пешка · d3 чёрный король · e3 чёрный ферзь · a2 белый король · c2 чёрный конь · f2 белый ферзь · e1 белая ладья | c8 белая ладья · h8 белый слон · b7 белый конь · d7 белый слон · e5 чёрная пешка · a4 белый конь · b4 чёрная пешка · c4 чёрная ладья · b3 белая пешка · d3 чёрный король · e3 чёрный ферзь · a2 белый король · c2 чёрный конь · f2 белый ферзь · e1 белая ладья | c8 белая ладья · h8 белый слон · b7 белый конь · d7 белый слон · e5 чёрная пешка · a4 белый конь · b4 чёрная пешка · c4 чёрная ладья · b3 белая пешка · d3 чёрный король · e3 чёрный ферзь · a2 белый король · c2 чёрный конь · f2 белый ферзь · e1 белая ладья | 8 |
| 7 | c8 белая ладья · h8 белый слон · b7 белый конь · d7 белый слон · e5 чёрная пешка · a4 белый конь · b4 чёрная пешка · c4 чёрная ладья · b3 белая пешка · d3 чёрный король · e3 чёрный ферзь · a2 белый король · c2 чёрный конь · f2 белый ферзь · e1 белая ладья | c8 белая ладья · h8 белый слон · b7 белый конь · d7 белый слон · e5 чёрная пешка · a4 белый конь · b4 чёрная пешка · c4 чёрная ладья · b3 белая пешка · d3 чёрный король · e3 чёрный ферзь · a2 белый король · c2 чёрный конь · f2 белый ферзь · e1 белая ладья | c8 белая ладья · h8 белый слон · b7 белый конь · d7 белый слон · e5 чёрная пешка · a4 белый конь · b4 чёрная пешка · c4 чёрная ладья · b3 белая пешка · d3 чёрный король · e3 чёрный ферзь · a2 белый король · c2 чёрный конь · f2 белый ферзь · e1 белая ладья | c8 белая ладья · h8 белый слон · b7 белый конь · d7 белый слон · e5 чёрная пешка · a4 белый конь · b4 чёрная пешка · c4 чёрная ладья · b3 белая пешка · d3 чёрный король · e3 чёрный ферзь · a2 белый король · c2 чёрный конь · f2 белый ферзь · e1 белая ладья | c8 белая ладья · h8 белый слон · b7 белый конь · d7 белый слон · e5 чёрная пешка · a4 белый конь · b4 чёрная пешка · c4 чёрная ладья · b3 белая пешка · d3 чёрный король · e3 чёрный ферзь · a2 белый король · c2 чёрный конь · f2 белый ферзь · e1 белая ладья | c8 белая ладья · h8 белый слон · b7 белый конь · d7 белый слон · e5 чёрная пешка · a4 белый конь · b4 чёрная пешка · c4 чёрная ладья · b3 белая пешка · d3 чёрный король · e3 чёрный ферзь · a2 белый король · c2 чёрный конь · f2 белый ферзь · e1 белая ладья | c8 белая ладья · h8 белый слон · b7 белый конь · d7 белый слон · e5 чёрная пешка · a4 белый конь · b4 чёрная пешка · c4 чёрная ладья · b3 белая пешка · d3 чёрный король · e3 чёрный ферзь · a2 белый король · c2 чёрный конь · f2 белый ферзь · e1 белая ладья | c8 белая ладья · h8 белый слон · b7 белый конь · d7 белый слон · e5 чёрная пешка · a4 белый конь · b4 чёрная пешка · c4 чёрная ладья · b3 белая пешка · d3 чёрный король · e3 чёрный ферзь · a2 белый король · c2 чёрный конь · f2 белый ферзь · e1 белая ладья | 7 |
| 6 | c8 белая ладья · h8 белый слон · b7 белый конь · d7 белый слон · e5 чёрная пешка · a4 белый конь · b4 чёрная пешка · c4 чёрная ладья · b3 белая пешка · d3 чёрный король · e3 чёрный ферзь · a2 белый король · c2 чёрный конь · f2 белый ферзь · e1 белая ладья | c8 белая ладья · h8 белый слон · b7 белый конь · d7 белый слон · e5 чёрная пешка · a4 белый конь · b4 чёрная пешка · c4 чёрная ладья · b3 белая пешка · d3 чёрный король · e3 чёрный ферзь · a2 белый король · c2 чёрный конь · f2 белый ферзь · e1 белая ладья | c8 белая ладья · h8 белый слон · b7 белый конь · d7 белый слон · e5 чёрная пешка · a4 белый конь · b4 чёрная пешка · c4 чёрная ладья · b3 белая пешка · d3 чёрный король · e3 чёрный ферзь · a2 белый король · c2 чёрный конь · f2 белый ферзь · e1 белая ладья | c8 белая ладья · h8 белый слон · b7 белый конь · d7 белый слон · e5 чёрная пешка · a4 белый конь · b4 чёрная пешка · c4 чёрная ладья · b3 белая пешка · d3 чёрный король · e3 чёрный ферзь · a2 белый король · c2 чёрный конь · f2 белый ферзь · e1 белая ладья | c8 белая ладья · h8 белый слон · b7 белый конь · d7 белый слон · e5 чёрная пешка · a4 белый конь · b4 чёрная пешка · c4 чёрная ладья · b3 белая пешка · d3 чёрный король · e3 чёрный ферзь · a2 белый король · c2 чёрный конь · f2 белый ферзь · e1 белая ладья | c8 белая ладья · h8 белый слон · b7 белый конь · d7 белый слон · e5 чёрная пешка · a4 белый конь · b4 чёрная пешка · c4 чёрная ладья · b3 белая пешка · d3 чёрный король · e3 чёрный ферзь · a2 белый король · c2 чёрный конь · f2 белый ферзь · e1 белая ладья | c8 белая ладья · h8 белый слон · b7 белый конь · d7 белый слон · e5 чёрная пешка · a4 белый конь · b4 чёрная пешка · c4 чёрная ладья · b3 белая пешка · d3 чёрный король · e3 чёрный ферзь · a2 белый король · c2 чёрный конь · f2 белый ферзь · e1 белая ладья | c8 белая ладья · h8 белый слон · b7 белый конь · d7 белый слон · e5 чёрная пешка · a4 белый конь · b4 чёрная пешка · c4 чёрная ладья · b3 белая пешка · d3 чёрный король · e3 чёрный ферзь · a2 белый король · c2 чёрный конь · f2 белый ферзь · e1 белая ладья | 6 |
| 5 | c8 белая ладья · h8 белый слон · b7 белый конь · d7 белый слон · e5 чёрная пешка · a4 белый конь · b4 чёрная пешка · c4 чёрная ладья · b3 белая пешка · d3 чёрный король · e3 чёрный ферзь · a2 белый король · c2 чёрный конь · f2 белый ферзь · e1 белая ладья | c8 белая ладья · h8 белый слон · b7 белый конь · d7 белый слон · e5 чёрная пешка · a4 белый конь · b4 чёрная пешка · c4 чёрная ладья · b3 белая пешка · d3 чёрный король · e3 чёрный ферзь · a2 белый король · c2 чёрный конь · f2 белый ферзь · e1 белая ладья | c8 белая ладья · h8 белый слон · b7 белый конь · d7 белый слон · e5 чёрная пешка · a4 белый конь · b4 чёрная пешка · c4 чёрная ладья · b3 белая пешка · d3 чёрный король · e3 чёрный ферзь · a2 белый король · c2 чёрный конь · f2 белый ферзь · e1 белая ладья | c8 белая ладья · h8 белый слон · b7 белый конь · d7 белый слон · e5 чёрная пешка · a4 белый конь · b4 чёрная пешка · c4 чёрная ладья · b3 белая пешка · d3 чёрный король · e3 чёрный ферзь · a2 белый король · c2 чёрный конь · f2 белый ферзь · e1 белая ладья | c8 белая ладья · h8 белый слон · b7 белый конь · d7 белый слон · e5 чёрная пешка · a4 белый конь · b4 чёрная пешка · c4 чёрная ладья · b3 белая пешка · d3 чёрный король · e3 чёрный ферзь · a2 белый король · c2 чёрный конь · f2 белый ферзь · e1 белая ладья | c8 белая ладья · h8 белый слон · b7 белый конь · d7 белый слон · e5 чёрная пешка · a4 белый конь · b4 чёрная пешка · c4 чёрная ладья · b3 белая пешка · d3 чёрный король · e3 чёрный ферзь · a2 белый король · c2 чёрный конь · f2 белый ферзь · e1 белая ладья | c8 белая ладья · h8 белый слон · b7 белый конь · d7 белый слон · e5 чёрная пешка · a4 белый конь · b4 чёрная пешка · c4 чёрная ладья · b3 белая пешка · d3 чёрный король · e3 чёрный ферзь · a2 белый король · c2 чёрный конь · f2 белый ферзь · e1 белая ладья | c8 белая ладья · h8 белый слон · b7 белый конь · d7 белый слон · e5 чёрная пешка · a4 белый конь · b4 чёрная пешка · c4 чёрная ладья · b3 белая пешка · d3 чёрный король · e3 чёрный ферзь · a2 белый король · c2 чёрный конь · f2 белый ферзь · e1 белая ладья | 5 |
| 4 | c8 белая ладья · h8 белый слон · b7 белый конь · d7 белый слон · e5 чёрная пешка · a4 белый конь · b4 чёрная пешка · c4 чёрная ладья · b3 белая пешка · d3 чёрный король · e3 чёрный ферзь · a2 белый король · c2 чёрный конь · f2 белый ферзь · e1 белая ладья | c8 белая ладья · h8 белый слон · b7 белый конь · d7 белый слон · e5 чёрная пешка · a4 белый конь · b4 чёрная пешка · c4 чёрная ладья · b3 белая пешка · d3 чёрный король · e3 чёрный ферзь · a2 белый король · c2 чёрный конь · f2 белый ферзь · e1 белая ладья | c8 белая ладья · h8 белый слон · b7 белый конь · d7 белый слон · e5 чёрная пешка · a4 белый конь · b4 чёрная пешка · c4 чёрная ладья · b3 белая пешка · d3 чёрный король · e3 чёрный ферзь · a2 белый король · c2 чёрный конь · f2 белый ферзь · e1 белая ладья | c8 белая ладья · h8 белый слон · b7 белый конь · d7 белый слон · e5 чёрная пешка · a4 белый конь · b4 чёрная пешка · c4 чёрная ладья · b3 белая пешка · d3 чёрный король · e3 чёрный ферзь · a2 белый король · c2 чёрный конь · f2 белый ферзь · e1 белая ладья | c8 белая ладья · h8 белый слон · b7 белый конь · d7 белый слон · e5 чёрная пешка · a4 белый конь · b4 чёрная пешка · c4 чёрная ладья · b3 белая пешка · d3 чёрный король · e3 чёрный ферзь · a2 белый король · c2 чёрный конь · f2 белый ферзь · e1 белая ладья | c8 белая ладья · h8 белый слон · b7 белый конь · d7 белый слон · e5 чёрная пешка · a4 белый конь · b4 чёрная пешка · c4 чёрная ладья · b3 белая пешка · d3 чёрный король · e3 чёрный ферзь · a2 белый король · c2 чёрный конь · f2 белый ферзь · e1 белая ладья | c8 белая ладья · h8 белый слон · b7 белый конь · d7 белый слон · e5 чёрная пешка · a4 белый конь · b4 чёрная пешка · c4 чёрная ладья · b3 белая пешка · d3 чёрный король · e3 чёрный ферзь · a2 белый король · c2 чёрный конь · f2 белый ферзь · e1 белая ладья | c8 белая ладья · h8 белый слон · b7 белый конь · d7 белый слон · e5 чёрная пешка · a4 белый конь · b4 чёрная пешка · c4 чёрная ладья · b3 белая пешка · d3 чёрный король · e3 чёрный ферзь · a2 белый король · c2 чёрный конь · f2 белый ферзь · e1 белая ладья | 4 |
| 3 | c8 белая ладья · h8 белый слон · b7 белый конь · d7 белый слон · e5 чёрная пешка · a4 белый конь · b4 чёрная пешка · c4 чёрная ладья · b3 белая пешка · d3 чёрный король · e3 чёрный ферзь · a2 белый король · c2 чёрный конь · f2 белый ферзь · e1 белая ладья | c8 белая ладья · h8 белый слон · b7 белый конь · d7 белый слон · e5 чёрная пешка · a4 белый конь · b4 чёрная пешка · c4 чёрная ладья · b3 белая пешка · d3 чёрный король · e3 чёрный ферзь · a2 белый король · c2 чёрный конь · f2 белый ферзь · e1 белая ладья | c8 белая ладья · h8 белый слон · b7 белый конь · d7 белый слон · e5 чёрная пешка · a4 белый конь · b4 чёрная пешка · c4 чёрная ладья · b3 белая пешка · d3 чёрный король · e3 чёрный ферзь · a2 белый король · c2 чёрный конь · f2 белый ферзь · e1 белая ладья | c8 белая ладья · h8 белый слон · b7 белый конь · d7 белый слон · e5 чёрная пешка · a4 белый конь · b4 чёрная пешка · c4 чёрная ладья · b3 белая пешка · d3 чёрный король · e3 чёрный ферзь · a2 белый король · c2 чёрный конь · f2 белый ферзь · e1 белая ладья | c8 белая ладья · h8 белый слон · b7 белый конь · d7 белый слон · e5 чёрная пешка · a4 белый конь · b4 чёрная пешка · c4 чёрная ладья · b3 белая пешка · d3 чёрный король · e3 чёрный ферзь · a2 белый король · c2 чёрный конь · f2 белый ферзь · e1 белая ладья | c8 белая ладья · h8 белый слон · b7 белый конь · d7 белый слон · e5 чёрная пешка · a4 белый конь · b4 чёрная пешка · c4 чёрная ладья · b3 белая пешка · d3 чёрный король · e3 чёрный ферзь · a2 белый король · c2 чёрный конь · f2 белый ферзь · e1 белая ладья | c8 белая ладья · h8 белый слон · b7 белый конь · d7 белый слон · e5 чёрная пешка · a4 белый конь · b4 чёрная пешка · c4 чёрная ладья · b3 белая пешка · d3 чёрный король · e3 чёрный ферзь · a2 белый король · c2 чёрный конь · f2 белый ферзь · e1 белая ладья | c8 белая ладья · h8 белый слон · b7 белый конь · d7 белый слон · e5 чёрная пешка · a4 белый конь · b4 чёрная пешка · c4 чёрная ладья · b3 белая пешка · d3 чёрный король · e3 чёрный ферзь · a2 белый король · c2 чёрный конь · f2 белый ферзь · e1 белая ладья | 3 |
| 2 | c8 белая ладья · h8 белый слон · b7 белый конь · d7 белый слон · e5 чёрная пешка · a4 белый конь · b4 чёрная пешка · c4 чёрная ладья · b3 белая пешка · d3 чёрный король · e3 чёрный ферзь · a2 белый король · c2 чёрный конь · f2 белый ферзь · e1 белая ладья | c8 белая ладья · h8 белый слон · b7 белый конь · d7 белый слон · e5 чёрная пешка · a4 белый конь · b4 чёрная пешка · c4 чёрная ладья · b3 белая пешка · d3 чёрный король · e3 чёрный ферзь · a2 белый король · c2 чёрный конь · f2 белый ферзь · e1 белая ладья | c8 белая ладья · h8 белый слон · b7 белый конь · d7 белый слон · e5 чёрная пешка · a4 белый конь · b4 чёрная пешка · c4 чёрная ладья · b3 белая пешка · d3 чёрный король · e3 чёрный ферзь · a2 белый король · c2 чёрный конь · f2 белый ферзь · e1 белая ладья | c8 белая ладья · h8 белый слон · b7 белый конь · d7 белый слон · e5 чёрная пешка · a4 белый конь · b4 чёрная пешка · c4 чёрная ладья · b3 белая пешка · d3 чёрный король · e3 чёрный ферзь · a2 белый король · c2 чёрный конь · f2 белый ферзь · e1 белая ладья | c8 белая ладья · h8 белый слон · b7 белый конь · d7 белый слон · e5 чёрная пешка · a4 белый конь · b4 чёрная пешка · c4 чёрная ладья · b3 белая пешка · d3 чёрный король · e3 чёрный ферзь · a2 белый король · c2 чёрный конь · f2 белый ферзь · e1 белая ладья | c8 белая ладья · h8 белый слон · b7 белый конь · d7 белый слон · e5 чёрная пешка · a4 белый конь · b4 чёрная пешка · c4 чёрная ладья · b3 белая пешка · d3 чёрный король · e3 чёрный ферзь · a2 белый король · c2 чёрный конь · f2 белый ферзь · e1 белая ладья | c8 белая ладья · h8 белый слон · b7 белый конь · d7 белый слон · e5 чёрная пешка · a4 белый конь · b4 чёрная пешка · c4 чёрная ладья · b3 белая пешка · d3 чёрный король · e3 чёрный ферзь · a2 белый король · c2 чёрный конь · f2 белый ферзь · e1 белая ладья | c8 белая ладья · h8 белый слон · b7 белый конь · d7 белый слон · e5 чёрная пешка · a4 белый конь · b4 чёрная пешка · c4 чёрная ладья · b3 белая пешка · d3 чёрный король · e3 чёрный ферзь · a2 белый король · c2 чёрный конь · f2 белый ферзь · e1 белая ладья | 2 |
| 1 | c8 белая ладья · h8 белый слон · b7 белый конь · d7 белый слон · e5 чёрная пешка · a4 белый конь · b4 чёрная пешка · c4 чёрная ладья · b3 белая пешка · d3 чёрный король · e3 чёрный ферзь · a2 белый король · c2 чёрный конь · f2 белый ферзь · e1 белая ладья | c8 белая ладья · h8 белый слон · b7 белый конь · d7 белый слон · e5 чёрная пешка · a4 белый конь · b4 чёрная пешка · c4 чёрная ладья · b3 белая пешка · d3 чёрный король · e3 чёрный ферзь · a2 белый король · c2 чёрный конь · f2 белый ферзь · e1 белая ладья | c8 белая ладья · h8 белый слон · b7 белый конь · d7 белый слон · e5 чёрная пешка · a4 белый конь · b4 чёрная пешка · c4 чёрная ладья · b3 белая пешка · d3 чёрный король · e3 чёрный ферзь · a2 белый король · c2 чёрный конь · f2 белый ферзь · e1 белая ладья | c8 белая ладья · h8 белый слон · b7 белый конь · d7 белый слон · e5 чёрная пешка · a4 белый конь · b4 чёрная пешка · c4 чёрная ладья · b3 белая пешка · d3 чёрный король · e3 чёрный ферзь · a2 белый король · c2 чёрный конь · f2 белый ферзь · e1 белая ладья | c8 белая ладья · h8 белый слон · b7 белый конь · d7 белый слон · e5 чёрная пешка · a4 белый конь · b4 чёрная пешка · c4 чёрная ладья · b3 белая пешка · d3 чёрный король · e3 чёрный ферзь · a2 белый король · c2 чёрный конь · f2 белый ферзь · e1 белая ладья | c8 белая ладья · h8 белый слон · b7 белый конь · d7 белый слон · e5 чёрная пешка · a4 белый конь · b4 чёрная пешка · c4 чёрная ладья · b3 белая пешка · d3 чёрный король · e3 чёрный ферзь · a2 белый король · c2 чёрный конь · f2 белый ферзь · e1 белая ладья | c8 белая ладья · h8 белый слон · b7 белый конь · d7 белый слон · e5 чёрная пешка · a4 белый конь · b4 чёрная пешка · c4 чёрная ладья · b3 белая пешка · d3 чёрный король · e3 чёрный ферзь · a2 белый король · c2 чёрный конь · f2 белый ферзь · e1 белая ладья | c8 белая ладья · h8 белый слон · b7 белый конь · d7 белый слон · e5 чёрная пешка · a4 белый конь · b4 чёрная пешка · c4 чёрная ладья · b3 белая пешка · d3 чёрный король · e3 чёрный ферзь · a2 белый король · c2 чёрный конь · f2 белый ферзь · e1 белая ладья | 1 |
|   | a | b | c | d | e | f | g | h |   |

Задачи, составленные Сиаперасом, неоднократно занимали призовые места на различных конкурсах.
Задача 1948 г.
1. Лe1! (с угрозой 2. Ф:d5+).
Если 1... Фa4, то 2. Фe8+ Cс6 3. Фe2#.
Если 1... Ф:a6, то 2. Фe2+ Сc4 3. Фe8#.
Задача 1949 г. 
1. Лd8! Черные могут защищаться от угрозы мата двойным шахом (2. Сf5#) разными способами:
1... Лd4 2. Кbc5#;
1... Фd4 2. Фe2#;
1... Кd4 2. Л:e3#;
1... Лe4 2. Сb5#;
1... Фe4 2. Лd1#;
1... e4 2. Кb2#.

## Основные спортивные результаты
| Год  | Город        | Соревнование                                                       | + | − | =  | Результат | Место |
| ---- | ------------ | ------------------------------------------------------------------ | - | - | -- | --------- | ----- |
| 1956 |              | Чемпионат Греции                                                   |   |   |    |           | 1     |
|      | Москва       | XII Олимпиада (сборная Греции, 1-я доска)                          | 4 | 8 | 3  | 5½ из 15  |       |
| 1968 | Лугано       | XVIII Олимпиада (сборная Греции, 2-я доска)                        | 3 | 5 | 5  | 5½ из 13  |       |
|      | Афины        | Международный турнир                                               |   |   |    |           |       |
| 1969 |              | Чемпионат Греции                                                   |   |   |    |           | 3     |
|      | Загреб       | Международный турнир                                               | 4 | 1 | 10 | 9 из 15   | 4—5   |
|      | Афины        | Зональный турнир                                                   | 0 | 7 | 10 | 5 из 17   | 16    |
| 1970 | Зиген        | XIX Олимпиада (сборная Греции, 1-я доска)                          | 7 | 4 | 4  | 9 из 15   |       |
| 1971 | Загреб       | Международный турнир                                               | 2 | 5 | 6  | 5 из 13   | 12    |
|      | Пула         | Полуфинал командного чемпионата Европы (сборная Греции, 1-я доска) | 0 | 1 | 2  | 1 из 3    |       |
| 1972 | Афины        | Чемпионат Греции                                                   |   |   |    |           | 1     |
|      | София        | Балканиада (сборная Греции, 1-я доска)                             | 1 | 3 | 0  | 1 из 4    |       |
|      | Скопье       | XX Олимпиада (сборная Греции, 1-я доска)                           | 4 | 8 | 3  | 5½ из 15  |       |
| 1973 | Пояна-Брашов | Балканиада (сборная Греции, 1-я доска)                             | 0 | 0 | 3  | 1½ из 3   |       |